# Marc Augé
Marc Augé (Poitiers, 2 de setembro de 1935 – Poitiers, 24 de julho de 2023) foi um etnólogo e antropólogo francês.
Em seu livro Não-lugares  de 1992, Marc Augé cunhou o termo "não-lugar" para se referir a lugares de transitórios que não possuem significado suficiente para serem definidos como "um lugar", por exemplo, um quarto de hotel, um aeroporto ou supermercado etc.

## Início e carreira
Estudou na Ecole Normale Supérieure e concluindo doutorado em Ciências Humanas, em 1974. Entre 1985 e 1995, tornou-se diretor e depois presidente da EHESS (École des Hautes Études en Sciences Humaines). Até 1970, foi diretor de pesquisa do Orstrom (agora IRD) realizando várias missões na África, particularmente, na Costa do Marfim e em Togo.

## Obras
- Le Rivage alladian, ORSTOM, 1969
- Théorie des pouvoirs et idéologie, Herman, 1975
- Pouvoirs de vie, pouvoirs de mort, Flammarion, 1977
- Symbole, fonction, histoire, Hachette, 1979
- Génie du Paganisme, Gallimard, 1982
- La traversée du Luxembourg, 1985
- Un ethnologue dans le métro, 1986
- Non-lieux. Verso; 1992. ISBN 978-1-85984-051-1.
Não-lugares. PAPIRUS; 1994. ISBN 978-85-308-0291-2.
- Le sens des autres, Fayard, 1994
A Sense for the Other: The Timeliness and Relevance of Anthropology. Stanford University Press; 1998. ISBN 978-0-8047-3034-1.
- Domaines et châteaux, 1992
- Pour une anthropologie des mondes contemporains, Aubier, 1994
- Paris, années trente, Hazan, Paris, 1996
- L'impossible voyage. Le tourisme et ses images, Payot & Rivages, Paris, 1997
- Fictions fin de siècle, Fayard, 2000
- Les formes de l'oubli, Rivages, Paris, 2001
- Journal de guerre, Galilée, 2003
- Le temps en ruines, Galilée, 2003
- Pour quoi vivons-nous?, Fayard, 2003